# Наттерер, Иоганн
Иоганн Наттерер (нем. Johann Natterer; 9 ноября 1787, Лаксенбург, Мёдлинг, Нижняя Австрия, Австрия — 17 июня 1843, Вена, Австрийская империя) — австрийский натуралист, зоолог и собиратель.

## Биография
С назначением Карла Франца Антона фон Шрайберса в 1806 году директором императорского Кабинета естествознания (de:K.k. Hof-Naturalienkabinette) влияние семьи Наттерера в этом учреждении выросло. Отец Йозеф  в том же году был назначен первым смотрителем, сын Йозеф взял попечение над коллекцией птиц и млекопитающих. Иоганн Наттерер, напротив, по поручению Шрайберса предпринял поездку к озёрам Нойзидлерзее и Балатон, откуда привёз болотных и водоплавающих птиц для императорской коллекции. Раньше он уже исследовал со своим отцом территорию озера Нойзидлерзее до Баната. Последовавшие поездки в Венгрию, Хорватию, Штирию, Моравию и на побережье Адриатики не были оплачены Иоганну Наттереру. В 1808 году Наттерер получил заказ съездить в Триест, чтобы принять там коллекцию из Египта. Одновременно он собрал там рыб и кишечных паразитов. За свои заслуги он был отмечен и назначен в 1808 году добровольным сотрудником коллекции. В 1809 году он был неоплачиваемым практикантом и только в конце года ему предоставили плату в размере 300 гульденов каждый год. До 1810 года он был ассистентом Шрайберса, также участвовал в выгрузке инвентаря для защиты от наполеоновских войск у Тимишоара. За свои заслуги при транспортировке в 1810 году он был назначен советником при Кабинете естествознания. В 1812 году  Наттерер при поддержке отца объездил Италию, в 1814 году он перевёз коллекцию из Триполи от Триеста до Вены.

## Почести
Имя учёного носит небольшая летучая мышь рода ночниц и птица семейства котинговых.